# Cerastium glomeratum
Cerastium glomeratum Thuill., es una especie perteneciente a la familia de las cariofiláceas.

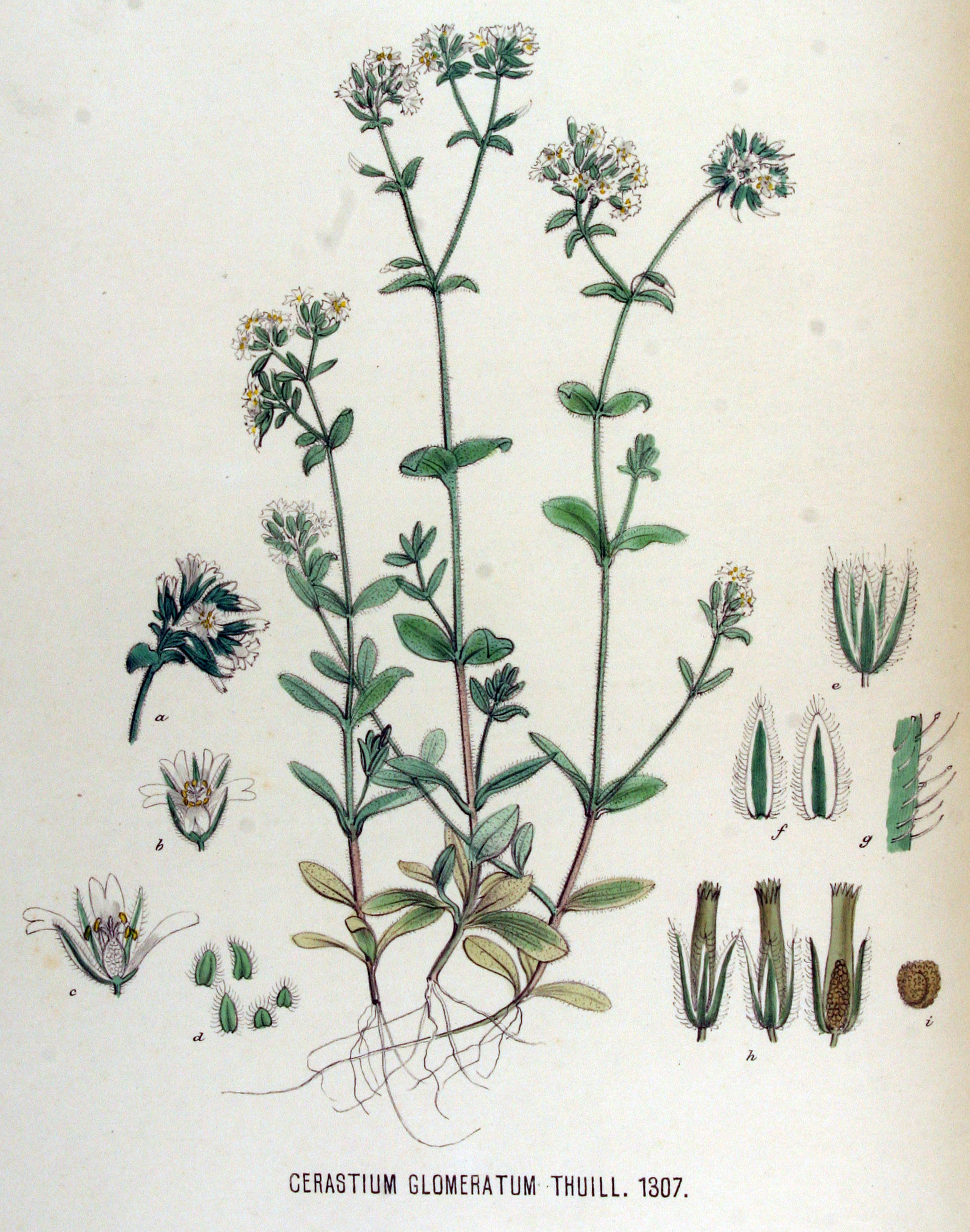
Ilustración

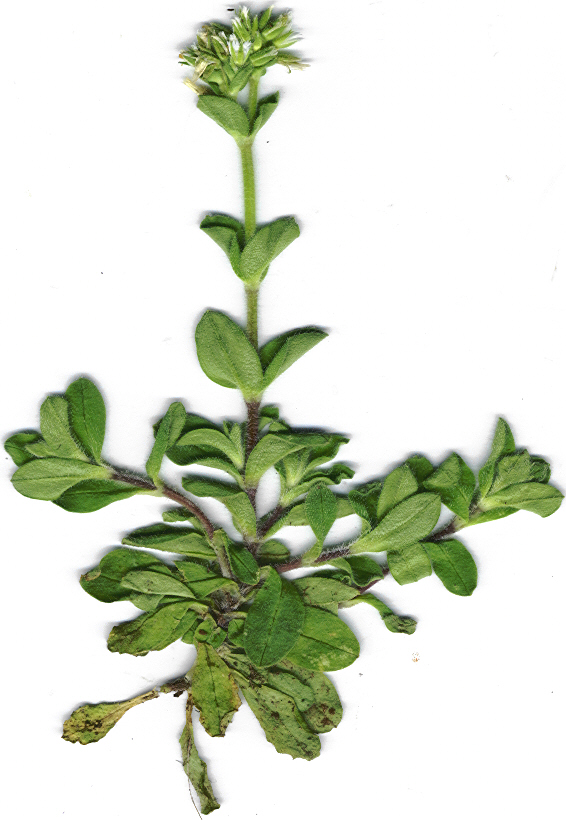
Vista de la planta

## Descripción
Es una planta de flores blancas en inflorescencias compactas, que permanecen compactas en el fruto. Delgada más o menos erecta, bastante amarillenta, pelosoglandular, anual de hasta 3 dm . Hojas basales oblanceoladas, pelosas, hojas caulinares más anchas. Flores de 4-5 mm de diámetro, con pétalos estrechos, pelosos, en cabillos más cortos que los sépalos. Brácteas foliares, pelosas. Cápsula curva, el doble de larga que los sépalos. Florece desde la primavera hasta el otoño.

## Hábitat
Habita en campos, tierras baldías, dunas, muros, prados encharcados en primavera. 

## Distribución
Distribuida por toda Europa.Eurasia e introducida en otros continentes.

## Taxonomía
Cerastium glomeratum fue descrita por  Jean-Louis Thuillier y publicado en Flore des Environs de Paris 226. 1799.
Citología
Número de cromosomas de Cerastium glomeratum (Fam. Caryophyllaceae) y táxones infraespecíficos: 2n=72
Etimología
Cerastium: nombre genérico que proviene del griego: keras (= cuerno), probablemente refiriéndose a la forma de los frutos del género. Fue latinizado más tarde por el botánico alemán Johann Jacob Dillenius (1684-1747) y luego, eventualmente asumida por Carlos Linneo en 1753. 
glomeratum: epíteto latino que significa "agrupado".
Sinonimia
- Stellaria vulgata Link 1795
- Myosotis vulgaris Moench 1794
- Cerastium vulgatum var. subviscosum Rchb. 1832
- Cerastium vulgatum L. 1755
- Cerastium viscosum var. tenellum Gren. 1841
- Cerastium viscosum var. corollinum Fenzl in Ledeb.]]
- Cerastium viscosum var. apetalum (Dumort.) Fenzl in Ledeb. 1842
- Cerastium viscosum L. 1754
- Cerastium viscosioides P.Candargy 1897
- Cerastium hirsutum Mühl. 1813
- Cerastium glomeratum var. eglandulosum Mert. & W.D.J.Koch in Röhl
- Cerastium glomeratum var. corollinum (Fenzl) Rouy & Foucaud 1896
- Cerastium glomeratum var. apetalum (Dumort.) Mert. & W.D.J.Koch in Röhl. 1831
- Cerastium fulvum Raf. 1814
- Cerastium brachycarpum Stapf 1896
- Cerastium apetalum Dumort. 1822
- Stellaria glomerata (Thuill.) Jess. 1879
- Cerastium ovale Pers. 1805
- Cerastium obtusifolium Lam.[4]

## Nombre común
- Castellano: moruquilla, oreja de ratón, pamplinillas.[6]